# Vanderson Gomes Crisóstomo
Vanderson Gomes Crisostomo (Río de Janeiro, Brasil, 26 de septiembre de 1986) más conocido como Vandinho es un futbolista brasileño. Juega de mediocampista y actualmente milita en Santa Rosa Esporte Clube, equipo del Campeonato Paraense de Brasil.

## Clubes
| Club                   | País   | Año       |
| ---------------------- | ------ | --------- |
| Rio Branco             | Brasil | 2007-2008 |
| Volta Redonda          | Brasil | 2009      |
| Botafogo-SP            | Brasil | 2009      |
| CFZ-RJ                 | Brasil | 2010      |
| Independente-RJ        | Brasil | 2010      |
| Serra Macaense         | Brasil | 2011-2012 |
| Coquimbo Unido         | Chile  | 2013      |
| Iberia                 | Chile  | 2014-2015 |
| Desportiva Ferroviária | Brasil | 2016      |
| Cobreloa               | Chile  | 2016-2017 |
| Serra                  | Brasil | 2018      |
| Americano              | Brasil | 2018-2020 |
| Itaboraí (préstamo)    | Brasil | 2019      |
| Campos (préstamo)      | Brasil | 2019      |
| Duque de Caxias        | Brasil | 2020      |
| Nova Iguaçu            | Brasil | 2021      |
| Sampaio Corrêa-RJ      | Brasil | 2021      |
| Goytacaz               | Brasil | 2021      |
| Nova Iguaçu            | Brasil | 2022      |
| Artsul                 | Brasil | 2023      |
| Serrano-RJ             | Brasil | 2023      |
| Estrela do Norte       | Brasil | 2024      |
| Santa Rosa             | Brasil | 2024-act. |

## Palmarés
| Título              | Club                   | País   | Año  |
| ------------------- | ---------------------- | ------ | ---- |
| Campeonato Capixaba | Desportiva Ferroviária | Brasil | 2016 |